# Cnephasia
Cnephasia är ett släkte av fjärilar som beskrevs av John Curtis 1826. Det ingår i familjen vecklare (Tortricidae).

## Bildgalleri

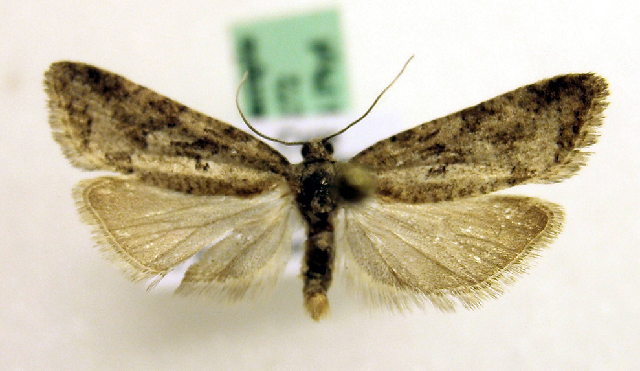
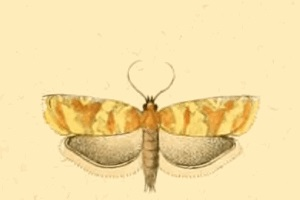
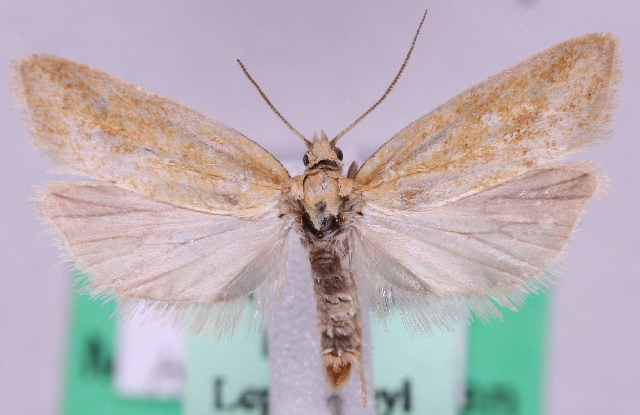
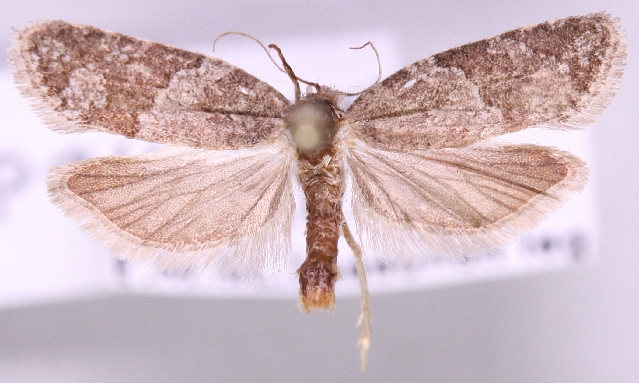
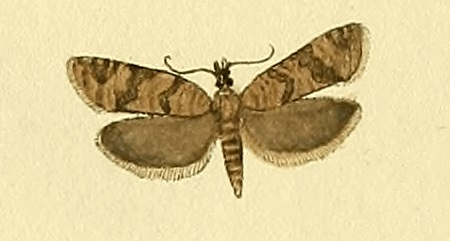
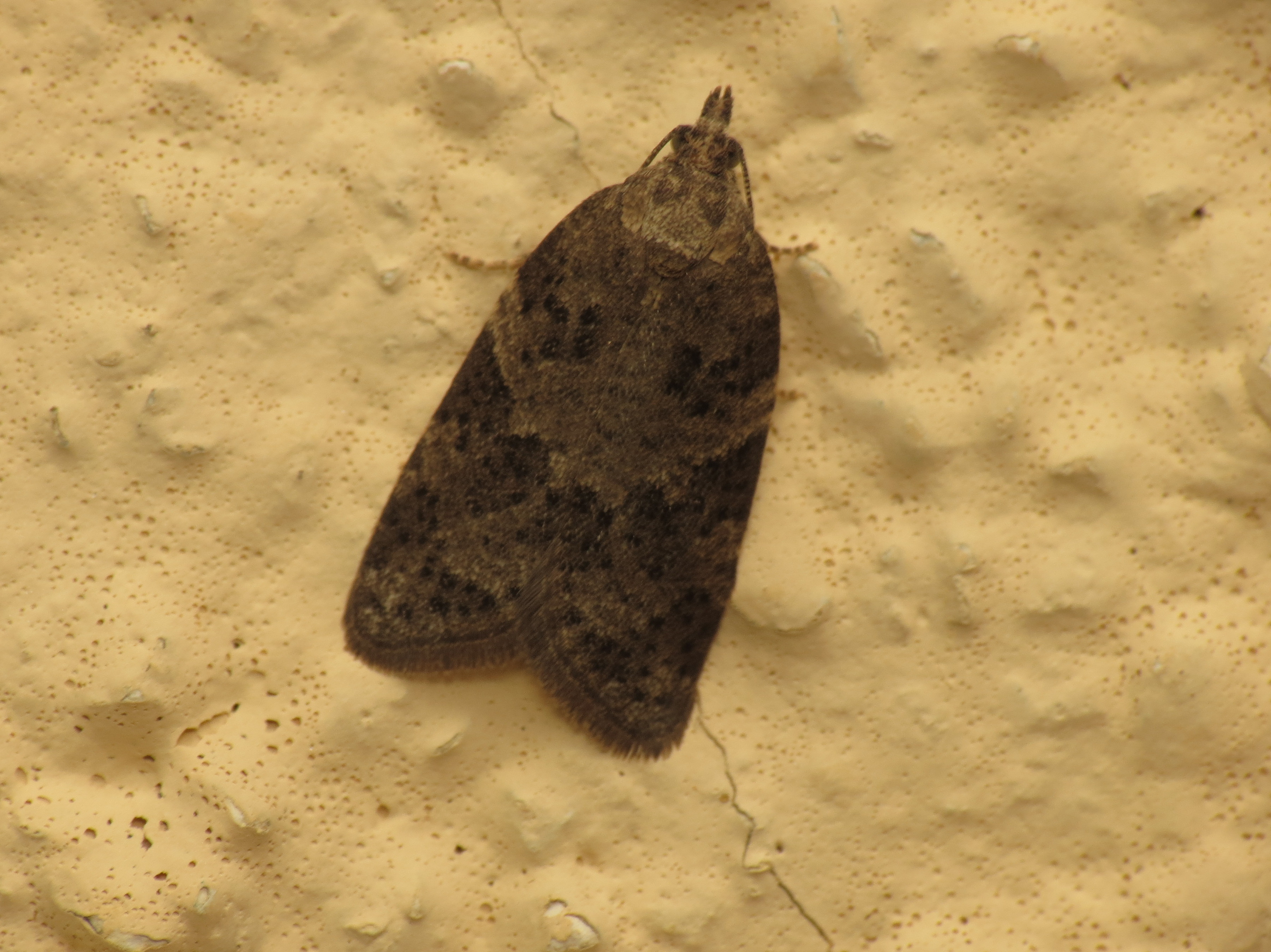

## Dottertaxa tillCnephasia, i alfabetisk ordning[1][2]
- Cnephasia abieticolana
- Cnephasia abrasana
- Cnephasia adulterinana
- Cnephasia aedilis
- Cnephasia agathana
- Cnephasia alaicana
- Cnephasia alatauana
- Cnephasia albatana
- Cnephasia albicans
- Cnephasia alboconspersana
- Cnephasia albooctomaculana
- Cnephasia alfacarana
- Cnephasia algerana
- Cnephasia alternana
- Cnephasia alticola
- Cnephasia alticolana
- Cnephasia amseli
- Cnephasia anatolica
- Cnephasia apenninicola
- Cnephasia argyrocosma
- Cnephasia asbolodes
- Cnephasia asiatica
- Cnephasia asinana
- Cnephasia asseclana
- Cnephasia atlantis
- Cnephasia atticana
- Cnephasia barbarana
- Cnephasia bergueniana
- Cnephasia bizensis
- Cnephasia bleptodora
- Cnephasia bleszynskii
- Cnephasia bogodiana
- Cnephasia cadizensis
- Cnephasia capillana
- Cnephasia caprionica
- Cnephasia captiva
- Cnephasia catarrapha
- Cnephasia catastrepta
- Cnephasia cedrota
- Cnephasia celatrix
- Cnephasia chlorocrossa
- Cnephasia chrysantheana
- Cnephasia cinareana
- Cnephasia cinereipalpana
- Cnephasia clarkei
- Cnephasia cleuana
- Cnephasia communana
- Cnephasia confluens
- Cnephasia confluentana
- Cnephasia conspersana
- Cnephasia constantinana
- Cnephasia contortula
- Cnephasia crassifasciana
- Cnephasia cretaceana
- Cnephasia crotala
- Cnephasia cupressivorana
- Cnephasia daedalea
- Cnephasia decaryi
- Cnephasia decolorana
- Cnephasia designata
- Cnephasia diffusana
- Cnephasia directana
- Cnephasia disforma
- Cnephasia disparana
- Cnephasia distinctana
- Cnephasia divisana
- Cnephasia ecullyana
- Cnephasia egenana
- Cnephasia ergastularis
- Cnephasia expallidana
- Cnephasia facetana
- Cnephasia fastigata
- Cnephasia fernaldana
- Cnephasia finita
- Cnephasia fiorii
- Cnephasia flavisecta
- Cnephasia flexivittana
- Cnephasia fractifascia
- Cnephasia fragosana
- Cnephasia fuligana
- Cnephasia fulturata
- Cnephasia galeotis
- Cnephasia gallicana
- Cnephasia genitalana
- Cnephasia gnophodryas
- Cnephasia graecana
- Cnephasia grandis
- Cnephasia gratana
- Cnephasia gueneana
- Cnephasia hagiosana
- Cnephasia heinemanni
- Cnephasia hellenica
- Cnephasia heringi
- Cnephasia hispanica
- Cnephasia holorphna
- Cnephasia humerana
- Cnephasia hunzorum
- Cnephasia ictericana
- Cnephasia imitans
- Cnephasia incepta
- Cnephasia incertana
- Cnephasia incessana
- Cnephasia incinerata
- Cnephasia insolatana
- Cnephasia interjectana
- Cnephasia interjunctana
- Cnephasia jactatana
- Cnephasia jozefi
- Cnephasia juncta
- Cnephasia kasyi
- Cnephasia kenneli
- Cnephasia klimeschi
- Cnephasia korvaci
- Cnephasia kurdistana
- Cnephasia kurentzovi
- Cnephasia laetana
- Cnephasia latior
- Cnephasia latomana
- Cnephasia lenaea
- Cnephasia leucotaeniana
- Cnephasia lineata
- Cnephasia linophagana
- Cnephasia loewiana
- Cnephasia longana
- Cnephasia lucia
- Cnephasia luridalbana
- Cnephasia lutescens
- Cnephasia lutosana
- Cnephasia macrostoma
- Cnephasia maraschana
- Cnephasia marcidana
- Cnephasia margelanensis
- Cnephasia mediocris
- Cnephasia mediterranea
- Cnephasia melanophaea
- Cnephasia melliflua
- Cnephasia meridionalis
- Cnephasia mermera
- Cnephasia microbathra
- Cnephasia microstrigana
- Cnephasia minima
- Cnephasia minor
- Cnephasia minorana
- Cnephasia minusculana
- Cnephasia minutula
- Cnephasia molybdaspis
- Cnephasia monochromana
- Cnephasia nesiotica
- Cnephasia nigripunctana
- Cnephasia nigrofasciana
- Cnephasia nowickii
- Cnephasia nuraghana
- Cnephasia obscurana
- Cnephasia obsoletana
- Cnephasia ochnosema
- Cnephasia ochreana
- Cnephasia ochroplaca
- Cnephasia ochroptila
- Cnephasia octomaculana
- Cnephasia olearis
- Cnephasia oleraceana
- Cnephasia opsarias
- Cnephasia oraniana
- Cnephasia oricasis
- Cnephasia orientana
- Cnephasia orthias
- Cnephasia orthoxyana
- Cnephasia osthelderi
- Cnephasia pachydesma
- Cnephasia palaestinensis
- Cnephasia pallida
- Cnephasia parnassicola
- Cnephasia parvana
- Cnephasia pasiuana
- Cnephasia paterna
- Cnephasia perfecta
- Cnephasia perplexana
- Cnephasia personatana
- Cnephasia perterana
- Cnephasia petrias
- Cnephasia peyerimhoffi
- Cnephasia phalarocosma
- Cnephasia phosphora
- Cnephasia pirizanica
- Cnephasia pollinoana
- Cnephasia privatana
- Cnephasia proincertana
- Cnephasia pseudoalternella
- Cnephasia pseudochrysantheana
- Cnephasia pseudocommunana
- Cnephasia pseudorthoxyana
- Cnephasia pseudotypica
- Cnephasia pulmonariana
- Cnephasia pumicana
- Cnephasia pyrophagana
- Cnephasia rectilinea
- Cnephasia reducta
- Cnephasia refluana
- Cnephasia regifica
- Cnephasia reisseri
- Cnephasia rupicolana
- Cnephasia rutilescens
- Cnephasia sareptana
- Cnephasia sedana
- Cnephasia segetana
- Cnephasia semibrunneata
- Cnephasia seminigra
- Cnephasia siennicolor
- Cnephasia sinuana
- Cnephasia stachi
- Cnephasia stephensiana
- Cnephasia stereodes
- Cnephasia stolidana
- Cnephasia stratana
- Cnephasia styx
- Cnephasia subjectana
- Cnephasia syriella
- Cnephasia taganista
- Cnephasia taurominana
- Cnephasia temulenta
- Cnephasia terebrana
- Cnephasia thiopasta
- Cnephasia tianshanica
- Cnephasia tigrina
- Cnephasia tofina
- Cnephasia tolli
- Cnephasia tremewani
- Cnephasia tribolana
- Cnephasia tripolitana
- Cnephasia tristrami
- Cnephasia tyrrhaenica
- Cnephasia uniformana
- Cnephasia ussurica
- Cnephasia walbomiana
- Cnephasia valderiana
- Cnephasia venusta
- Cnephasia wilkinsoni
- Cnephasia virgaureana
- Cnephasia virginana
- Cnephasia voluta
- Cnephasia vulgaris
- Cnephasia zangheriana
- Cnephasia zelleri
- Cnephasia zernyi